# Record de France du 800 mètres
Pour un article plus général, voir Records de France d'athlétisme.
Les records de France seniors du 800 mètres sont actuellement détenus par Gabriel Tual avec le temps de 1 min 41 s 61 (2024), et chez les femmes par Patricia Djaté avec le temps de 1 min 56 s 53 (1995).

## Record de France masculin
| Temps         | Athlète               | Date              | Lieu             |
| ------------- | --------------------- | ----------------- | ---------------- |
| 2 min 14 s 0  | Paul Blanchet         | 4 décembre 1892   | Paris            |
| 2 min 9 s 0   | Fernand Meiers        | 28 mai 1893       | Paris            |
| 2 min 5 s 0   | Paul Blanchet         | 8 juin 1893       | Paris            |
| 2 min 3 s 6   | Michel Soalhat        | 27 juin 1895      | Paris            |
| 2 min 1 s 0   | Michel Soalhat        | 5 juillet 1896    | Paris            |
| 1 min 59 s 0  | Henri Deloge          | 17 juin 1900      | Paris            |
| 1 min 55 s 8  | Henri Arnaud          | 28 mai 1919       | Colombes         |
| 1 min 55 s 4  | René Wiriath          | 2 août 1925       | Paris            |
| 1 min 55 s 0  | Georges Baraton       | 10 septembre 1925 | Vienne           |
| 1 min 54 s 2  | Georges Baraton       | 20 juin 1926      | Colombe          |
| 1 min 53 s 4  | Séra Martin           | 19 septembre 1926 | Colombes         |
| 1 min 52 s 8  | Séra Martin           | 6 août 1927       | Colombes         |
| 1 min 50 s 6  | Séra Martin           | 14 juillet 1928   | Colombes         |
| 1 min 50 s 2  | Marcel Hansenne       | 24 juin 1945      | Paris            |
| 1 min 49 s 8  | Marcel Hansenne       | 15 juin 1947      | Paris            |
| 1 min 49 s 4  | Marcel Hansenne       | 6 juin 1948       | Nancy            |
| 1 min 48 s 3  | Marcel Hansenne       | 26 juin 1948      | Paris            |
| 1 min 48 s 0  | Pierre-Yvon Lenoir    | 9 septembre 1959  | Göteborg         |
| 1 min 48 s 0  | Michel Jazy           | 9 septembre 1959  | Göteborg         |
| 1 min 47 s 9  | Michel Jazy           | 26 septembre 1959 | Colombes         |
| 1 min 47 s 9  | Michel Jazy           | 15 juin 1960      | Cologne          |
| 1 min 47 s 8  | Michel Jazy           | 18 août 1962      | Fontainebleau    |
| 1 min 47 s 2  | Michel Jazy           | 26 août 1962      | Thonon-les-Bains |
| 1 min 47 s 1  | Michel Jazy           | 13 octobre 1962   | Limoux           |
| 1 min 46 s 8  | Jean-Pierre Dufresne  | 20 août 1967      | Dole             |
| 1 min 46 s 7  | Jean-Pierre Dufresne  | 12 septembre 1968 | Douai            |
| 1 min 46 s 6  | Philippe Meyer        | 5 juillet 1972    | Colombes         |
| 1 min 46 s 5  | Marcel Philippe       | 14 juin 1973      | Paris            |
| 1 min 45 s 8  | Marcel Philippe       | 5 août 1973       | Nice             |
| 1 min 45 s 8  | José Marajo           | 5 septembre 1978  | Francfort        |
| 1 min 43 s 9  | José Marajo           | 12 septembre 1979 | Saint-Maur       |
| 1 min 43 s 15 | Medhi Baala           | 8 septembre 2002  | Rieti            |
| 1 min 42 s 53 | Pierre-Ambroise Bosse | 18 juillet 2014   | Monaco           |
| 1 min 41 s 61 | Gabriel Tual          | 7 juillet 2024    | Paris            |

## Record de France féminin
| Temps         | Athlète                 | Date              | Lieu       |
| ------------- | ----------------------- | ----------------- | ---------- |
| 2 min 45 s 0  | Lucie Bréard            | 17 juillet 1921   | Paris      |
| 2 min 30 s 4  | Georgette Lenoir        | 20 août 1922      | Paris      |
| 2 min 26 s 4  | Marcelle Neveu          | 15 juillet 1928   | Paris      |
| 2 min 26 s 4  | Suzanne Lenoir          | 19 août 1934      | Orléans    |
| 2 min 23 s 7  | Madeleine Gravil        | 5 septembre 1937  | Bologne    |
| 2 min 21 s 2  | Hélène Fize             | 14 juillet 1938   | Paris      |
| 2 min 20 s 4  | Clémentine Branchard    | 10 août 1947      | Strasbourg |
| 2 min 18 s 4  | Françine Voisin         | 26 juin 1949      | Paris      |
| 2 min 18 s 0  | Bernadette Cavelot      | 6 août 1951       | Londres    |
| 2 min 16 s 2  | Odile Monguillon        | 8 juin 1952       | Colombes   |
| 2 min 14 s 9  | Odile Monguillon        | 16 juin 1954      | Brno       |
| 2 min 14 s 7  | Claude Laurent          | 25 août 1954      | Berne      |
| 2 min 13 s 7  | Claude Laurent          | 29 septembre 1954 | Londres    |
| 2 min 12 s 7  | Nicole Goullieux        | 3 juillet 1955    | Paris      |
| 2 min 10 s 5  | Nicole Goullieux        | 4 septembre 1955  | Bordeaux   |
| 2 min 9 s 5   | Nicole Goullieux        | 3 octobre 1959    | Paris      |
| 2 min 8 s 1   | Maryvonne Dupureur      | 18 août 1963      | Delft      |
| 2 min 7 s 5   | Maryvonne Dupureur      | 22 septembre 1963 | Milan      |
| 2 min 5 s 8   | Maryvonne Dupureur      | 9 mai 1964        | Tourcoing  |
| 2 min 4 s 6   | Maryvonne Dupureur      | 13 juin 1964      | Münster    |
| 2 min 3 s 9   | Maryvonne Dupureur      | 4 juillet 1964    | Berlin     |
| 2 min 3 s 9   | Maryvonne Dupureur      | 18 juillet 1964   | Leoben     |
| 2 min 1 s 9   | Maryvonne Dupureur      | 20 octobre 1964   | Tokyo      |
| 2 min 1 s 2   | Marie-Françoise Dubois  | 2 septembre 1974  | Rome       |
| 2 min 0 s 3   | Marie-Françoise Dubois  | 3 septembre 1974  | Rome       |
| 1 min 59 s 9  | Marie-Françoise Dubois  | 4 septembre 1974  | Rome       |
| 1 min 59 s 32 | Florence Giolitti       | 15 juillet 1986   | Nice       |
| 1 min 59 s 29 | Viviane Dorsile         | 27 juin 1992      | Narbonne   |
| 1 min 58 s 07 | Patricia Djaté-Taillard | 17 août 1994      | Zurich     |
| 1 min 57 s 04 | Patricia Djaté-Taillard | 13 août 1995      | Göteborg   |
| 1 min 56 s 53 | Patricia Djaté          | 9 septembre 1995  | Monaco     |

## Records de France en salle

### Hommes
| Temps         | Athlète           | Date            | Lieu      |
| ------------- | ----------------- | --------------- | --------- |
| 1 min 49 s 2  | Francis Gonzalez  | 12 mars 1972    | Grenoble  |
| 1 min 47 s 8  | Roger Milhau      | 12 mars 1978    | Milan     |
| 1 min 47 s 68 | Thierry Tonnelier | 6 mars 1983     | Budapest  |
| 1 min 47 s 66 | Bruno Konczylo    | 11 mars 1994    | Paris     |
| 1 min 47 s 18 | Ousmane Diarra    | 13 mars 1994    | Paris     |
| 1 min 47 s 03 | Florent Lacasse   | 27 janvier 2001 | Karlsruhe |
| 1 min 46 s 92 | Florent Lacasse   | 24 février 2002 | Liévin    |
| 1 min 44 s 82 | Medhi Baala       | 18 février 2003 | Stockholm |

### Femmes
| Temps         | Athlète                | Date            | Lieu         | Réf.  |
| ------------- | ---------------------- | --------------- | ------------ | ----- |
| 2 min 5 s 0   | Colette Besson         | 25 février 1973 | Rotterdam    |       |
| 2 min 2 s 1   | Marie-Françoise Dubois | 22 janvier 1978 | Dortmund     |       |
| 2 min 2 s 02  | Patricia Djaté         | 7 février 1996  | Gand         |       |
| 2 min 1 s 50  | Patricia Djaté         | 11 février 1996 | Paris        |       |
| 2 min 1 s 45  | Patricia Djaté         | 12 février 1997 | Gand         |       |
| 2 min 1 s 40  | Patricia Djaté         | 7 février 1999  | Stuttgart    |       |
| 2 min 1 s 04  | Patricia Djaté         | 19 février 1999 | Gand         |       |
| 2 min 0 s 42  | Élisabeth Grousselle   | 11 mars 2006    | Moscou       |       |
| 1 min 59 s 29 | Noélie Yarigo          | 4 février 2023  | Val-de-Reuil | [ 1 ] |
| 1 min 58 s 48 | Noélie Yarigo          | 8 février 2023  | Toruń        |       |

## Sources
- DocAthlé2003, Fédération française d'athlétisme, p.40 et 47
- Chronologies des records de France seniors plein air sur cdm.athle.com
- Chronologies des records de France seniors en salle sur cdm.athle.com